# Championnat du Yémen de football 2013
Navigation
Saison précédente Saison suivante
La saison 2013 du Championnat du Yémen de football est la vingt-et-unième édition de la première division au Yémen. Quatorze formations sont rassemblées au sein d'une poule unique et s'affrontent deux fois au cours de la saison, à domicile et à l'extérieur. Les quatre derniers sont relégués et remplacés par les quatre meilleurs clubs de Division 1, la deuxième division yéménite.
C'est l'un des promus, le club d'Al Yarmuk al-Rawda qui remporte la compétition cette saison après avoir terminé en tête du classement final, avec trois points d'avance sur un duo composé d'Al Sha'ab Hadramaut et d'Al Saqr Ta'izz. Il s’agit du tout premier titre de champion du Yémen de l’histoire du club.

## Les clubs participants
| - Al-Sha'ab Ibb - Al Shula Aden - Al Wehda Club Sanaa - Promu de D2 - Al Ittihad Ibb - Al-Tilal SC - Al Hilal Hudaydah - Al Yarmuk al-Rawda - Promu de D2 | - Al Wehda Club Aden - Al Oruba Zabid - Al Sha'ab Hadramaut - Al-Rasheed Ta'izz - Promu de D2 - Taliya Ta'izz - Al Ahli Sanaa - Al Saqr Ta'izz - Promu de D2 |

## Compétition
Le barème de points servant à établir le classement se décompose ainsi :
- Victoire : 3 points
- Match nul : 1 point
- Défaite : 0 point

### Classement
| Rang | Équipe               | Pts | J  | G  | N  | P  | Bp | Bc | Diff |
| ---- | -------------------- | --- | -- | -- | -- | -- | -- | -- | ---- |
| 1    | Al Yarmuk al-RawdaP  | 49  | 26 | 14 | 7  | 5  | 35 | 17 | +18  |
| 2    | Al Sha'ab Hadramaut  | 46  | 26 | 14 | 4  | 8  | 42 | 29 | +13  |
| 3    | Al Saqr Ta'izzP      | 46  | 26 | 12 | 10 | 4  | 35 | 24 | +11  |
| 4    | Al Ahli Sanaa        | 41  | 26 | 12 | 5  | 9  | 40 | 31 | +9   |
| 5    | Al Oruba Zabid       | 38  | 26 | 10 | 8  | 8  | 31 | 24 | +7   |
| 6    | Al-Sha'ab IbbT       | 37  | 26 | 10 | 7  | 9  | 31 | 33 | -2   |
| 7    | Al-Rasheed Ta'izzP   | 36  | 26 | 9  | 9  | 8  | 25 | 22 | +3   |
| 8    | Al Ittihad Ibb       | 36  | 26 | 10 | 6  | 10 | 35 | 38 | -3   |
| 9    | Al-Tilal Aden        | 35  | 26 | 9  | 8  | 9  | 35 | 32 | +3   |
| 10   | Al Hilal Hudaydah    | 35  | 26 | 10 | 5  | 11 | 27 | 35 | -8   |
| 11   | Al Wehda Club SanaaP | 30  | 26 | 8  | 6  | 12 | 34 | 32 | +2   |
| 12   | Al Shula Aden        | 28  | 26 | 7  | 7  | 12 | 29 | 39 | -10  |
| 13   | Al Wehda Club Aden   | 26  | 26 | 5  | 11 | 10 | 27 | 38 | -11  |
| 14   | Taliya Ta'izz        | 13  | 26 | 2  | 7  | 17 | 19 | 51 | -32  |

|  | Qualification pour la Coupe de l'AFC 2014   |
|  | Relégation directe en Division 1            |
|  | T : Tenant du titre P : Promu de Division 1 |

## Bilan de la saison
| Championnat du Yémen de football 2013 |                                |
| Champion                              | Al Yarmuk al-Rawda (1er titre) |
| Coupes et trophées                    |                                |
| Vainqueur de la Coupe du Yémen 2013   | Non disputée                   |
| Qualifications continentales          |                                |
| Coupe de l'AFC 2014                   | Al Yarmuk al-Rawda             |
| Promotions et relégations             |                                |
| Promus en Yemeni League               | Shabab al-Jeel                 |
| Promus en Yemeni League               | May 22 Sanaa                   |
| Promus en Yemeni League               | Al-Ahli Ta'izz                 |
| Promus en Yemeni League               | Al-Sha'ab Sanaa                |
| Relégués en Division 1                | Al Wehda Club Sanaa            |
| Relégués en Division 1                | Al Shula Aden                  |
| Relégués en Division 1                | Al Wehda Club Aden             |
| Relégués en Division 1                | Taliya Ta'izz                  |